# Nove Graças

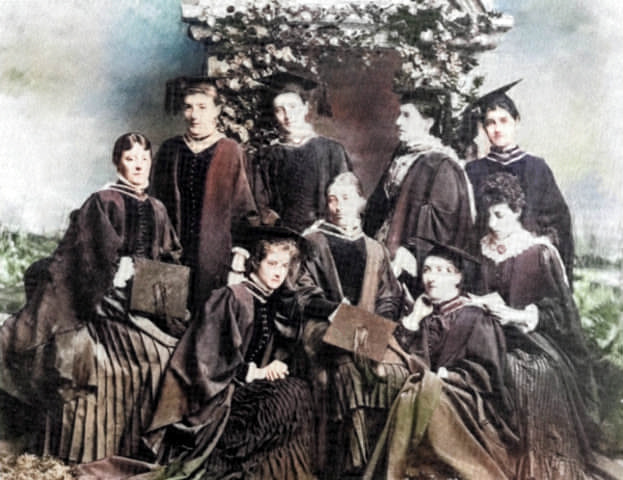
As Nove Graças

O termo Nove Graças refere-se às nove mulheres que foram as primeiras a receberem diplomas da Royal University of Ireland em 1884. Elas foram as primeiras mulheres na Grã-Bretanha ou Irlanda a conseguirem tal feito.

## As Nove Graças
1. Isabella Mulvany, diretora, ativista pela educação para as mulheres
2. Alice Oldham, professora e ativista pela educação para as mulheres
3. Jessie Twemlow
4. Marion Kelly
5. Mary Sands
6. Eliza Wilkins